# Clos des Salanganes
Le clos des Salanganes (en néerlandais: Salanganengaarde) est un clos bruxellois de la commune de Woluwe-Saint-Pierre qui débute avenue Yvan Lutens sur une longueur totale de 180 mètres.